# 보라나
보라나(1971년 10월 16일 ~ )는 대한민국의 가수이자 배우이다. 본명은 김보라나이다. 1987년 미스롯데 선발대회에서 포토제닉상 수상으로 연예계에 데뷔. 롯데제과 전속 모델로 활동후 1992년에 SBS 2기 공채 탤런트로 정식 선발되었다. 드라마와 영화 뮤지컬을 오가며 활동 중 1999년 업타운4집 앨범 메인싱어를 마지막으로 결혼과 함께 활동을 중단했다. 2017년 독립영화 [꽃들]로 다시 활동을 시작했다. 

## 출연작

### 영화
- 《내가 죽던 날》(2020년) - 커피숖 사장 역
- 《고양이들의 아파트》(2020년) - 아파트 주민 역
- 《꽃들》(2017년) - 엄마 역
- 《신장개업》(1999년) - 다방 여급 역
- 《휘파람 부는 여자》(1998년) - 서미가 역
- 《산부인과》(1997년) - 지고순 역
- 《학생부군신위》(1996년) - 미스 안 역
- 《포도 씨앗의 사랑》(1994년)
- 《사랑은 지금부터 시작이야》(1991년) - 수진 역
- 《그래 가끔 하늘을 보자》(1990년) - 연지후 역
- 《제3세대 우뢰매 6》(1989년) - 보미 역

### 드라마
- 《해피시스터즈》(2017년, SBS) - 고다홍 역
- 《편의점샛별이》(2020년, SBS) - 집사역
- 《화양연화》(2020년, tvn) - 세리맘역
- 《빨간풍선》 (2022년, TV조선)
- 《비밀의 여자》(2023년, KBS2) - 말자의 친구 역 (특별출연)

### 뮤지컬
- 《사랑은 비를 타고》
- 《노마의 발견》

### 광고
- 사리돈 에이

## 음반
- 업타운 - 4집 Verbal Medication
- 보스상륙작전. OST
- K-coast story -  Hiphop omnibus

## 수상
- 1989년 제1회 주니어가요제 대상
- 1987년 미스롯데선발대회 포토제닉상